# Бєжаницький район
Бєжаницький район (рос. Бежаницкий район) — муніципальне утворення у складі Псковської області, Російська Федерація.
Адміністративний центр — селище міського типу Бєжаниці. Район включає 9 муніципальних утворень.

## Населення
| 1959    | 1970    | 1979    | 1989    | 2002    | 2009    | 2010    |
| ------- | ------- | ------- | ------- | ------- | ------- | ------- |
| 42 225  | ↘32 142 | ↘25 527 | ↘22 212 | ↘17 547 | ↘14 793 | ↘13 264 |
| 2011    | 2012    | 2013    | 2014    | 2015    | 2016    | 2017    |
| ↘13 196 | ↘12 603 | ↘12 180 | ↘11 651 | ↘11 192 | ↘10 858 | ↘10 554 |
| 2018    | 2019    | 2020    | 2021    |         |         |         |
| ↘10 143 | ↘9834   | ↘9482   | ↗10 509 |         |         |         |

## Населені пункти району
- с. Павлово